# Romolo Raschi
Romolo Raschi (Spello, 14 agosto 1887 – 23 novembre 1979) è stato un ingegnere e politico italiano.

## Biografia
Dopo la laurea in ingegneria prende parte da volontario alla prima guerra mondiale. Cessate le ostilità fonda la sezione di Foligno dell'associazione combattenti e inizia la sua attività politica con l'appoggio di Francesco Fazi, massone del Grande Oriente d'Italia. Fascista della prima ora, animatore del Fascio locale e squadrista, nel 1919 e nel 1921 si candida nelle file del Partito dei combattenti ma non viene eletto. Viene eletto nel 1924 nel listone fascista, e nel corso dei due mandati si occupa principalmente dell'economia regionale umbra, promuovendo la realizzazione di numerose opere pubbliche. 
È stato presidente dell’Unione industriale umbro-sabina e fondatore della rivista "Industria umbro-sabina". Ricopre inoltre numerosi incarichi fra cui: presidente a Foligno dei Combattenti, del Comitato comunale dell’ONB, dell’istituto Commerciale e della Scuola Industriale e del locale Ricovero di mendicità, membro del Consiglio direttivo della Federazione nazionale fascista dei cacciatori italiani e del Consiglio direttivo dell’associazione arma del Genio. È stato inoltre presidente del Foligno calcio. 
Nel 1934 a causa delle accuse di concussione, corruzione, frode e richiesta di tangenti per appalti, è condannato al confino a Cava dei Tirreni.
In seguito l’ing. Romolo Raschi partì volontario per l’Africa orientale sia per riabilitare meglio la propria personalità, sia per avere un campo tutto nuovo di lavoro. In realtà l’ing. Raschi svolse a lungo la sua attività professionale che fu apprezzata dalle autorità e dalla popolazione della regione. Giudizi positivi ci sono stati espressi anche da chi non condivideva la posizione ideologica dell’ing. Raschi. Romolo Raschi che era nato a Spello nel 1888, è morto il 23 novembre 1979. La sua morte passò quasi in silenzio; ormai pochi erano coloro che ricordavano l’onorevole ed il Podestà. A distanza di tempo, quando ormai le passioni politiche e personali si sono calmate, l’attività podestarile dell’On. Ing. Romolo Raschi va giudicata sostanzialmente positiva. Egli dimostrò di avere a cuore le sorti della città e si impegnò con notevole passione, ottenendo risultati validi. Va tenuto presente che alle difficoltà oggettive dell’amministrazione comunale dovette aggiungere l’opposizione non sempre leale di alcuni gerarchi.